# Sexarbeit

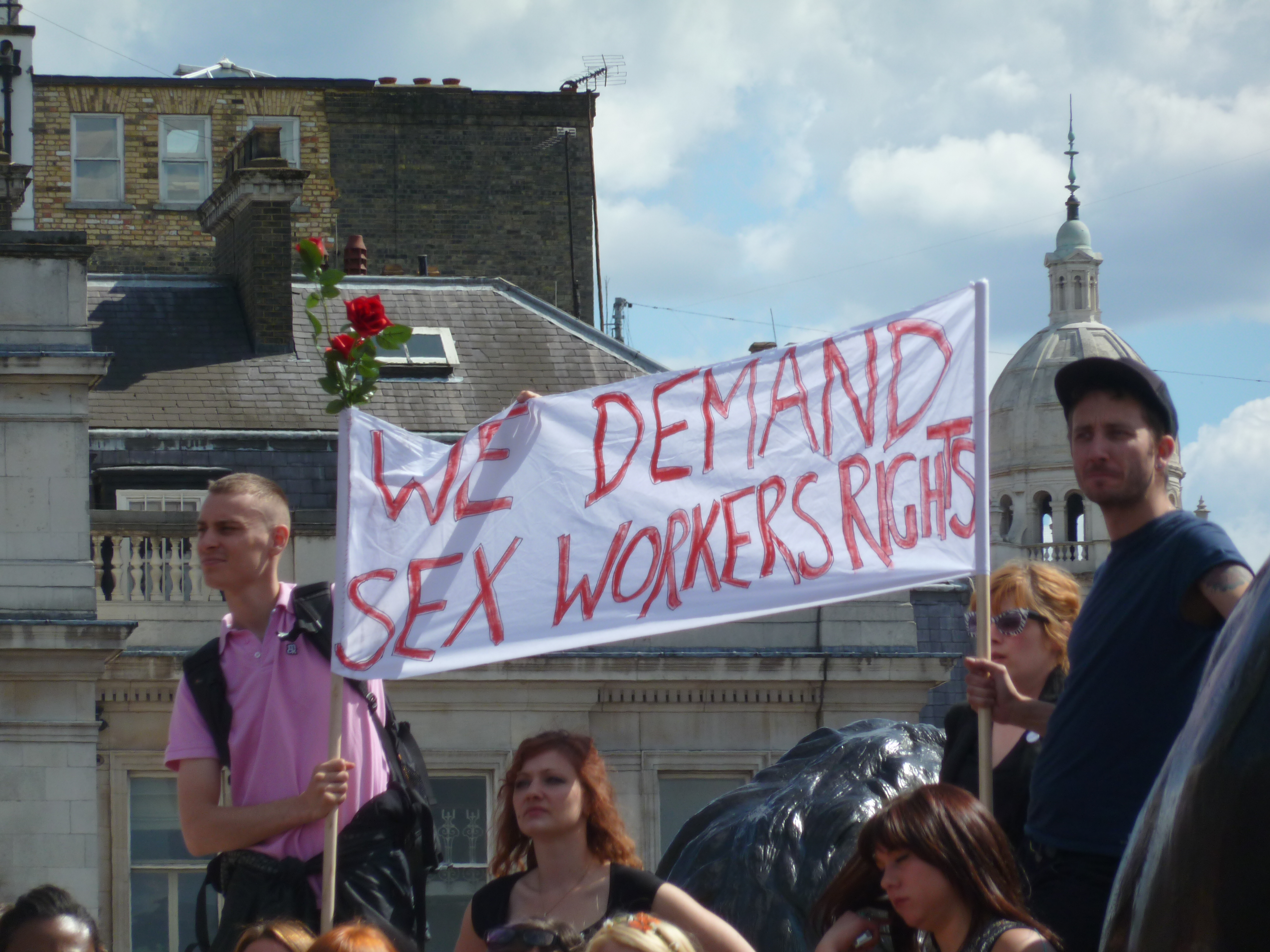
Sexarbeiterinnen und Sexarbeiter demonstrieren für ihre Rechte

Sexarbeit ist ein seit den 1970er Jahren verwendeter Begriff für sexuelle Dienstleistungen, also für bezahlte Tätigkeiten in der Sexindustrie, insbesondere für Prostitution, aber auch als Domina, Pornodarsteller, Peepshowdarsteller oder Webcam-Model. In Abgrenzung zur Prostitution ist der Begriff „Sexarbeit“ positiver konnotiert und betont, dass es sich um Arbeit handelt.
Der Begriff Sexarbeit bezeichnet gemeinhin „eine konsensuelle sexuelle oder sexualisierte Dienstleistung zwischen volljährigen Geschäftspartnern gegen Entgelt oder andere materielle Güter“ und schließt nicht-einvernehmlichen Sex beziehungsweise Sex mit Minderjährigen aus der Definition aus. In Deutschland ist Sexarbeit jedoch kein Begriff der juristischen Fachsprache.

## Herkunft des Begriffs
Der Begriff Sexarbeiter (englisch sex worker) wurde 1978 von Carol Leigh im aktivistischen Sinn geprägt. Leigh verstand sich dabei als Feministin. Der Begriff sollte die mit der Prostitution und ähnlichen Dienstleistungen im Bereich der Sexualität verbundenen negativen Konnotationen abbauen und diese Tätigkeiten in eine Reihe mit anderen Dienstleistungsberufen stellen. In den Vereinigten Staaten (USA), wo der Begriff entwickelt wurde, ging es vor allem darum, Prostitution und Prostituierte zu entkriminalisieren. Prostitution sei keine Straftat, sondern eine Form der Erwerbstätigkeit. Während in den USA der Begriff „sex work“ in Gesetzestexten verwendet wird, ist der Begriff in Deutschland bisher nicht als juristischer Begriff etabliert.
Interessenvertretungen riefen den 17. Dezember als „Internationalen Tag gegen Gewalt an Sexarbeitern“ (International Day to End Violence Against Sex Workers) aus.

## Arten von Sexarbeit
Sexarbeit ist ein Überbegriff, unter den verschiedene konsensuale sexuelle Handlungen und erotische Darbietungen fallen, die jeweils unterschiedliche Grade von körperlichem Kontakt mit den Klienten beinhalten.
Im Jahr 2004 untersuchte eine Studie 681 Artikel über „Prostitution“, um eine globale Typologie der Arten von Sexarbeit zu erstellen und ein systematischeres Verständnis von Sexarbeit zu entwickeln. Dabei wurden 25 Arten von Sexarbeit identifiziert. Sie variieren je nach Form und sozialem Kontext und beinhalten verschiedene Arten direkter und indirekter Sexarbeit. Die Studie wurde mit dem Ziel durchgeführt, auf eine Verbesserung der Gesundheit und Sicherheit von Sexarbeitern hinzuarbeiten. Dabei wurden folgende Kategorien identifiziert:
- Webcam-Model (auch Camgirl oder Camboy)
- Erotisches Tanzen (Strippen, New Burlesque, Tabledance, Grinding, Poledance, Lapdance)
- Telefonsex
- Erotische Massage
- Pornodarsteller
- Peepshow-Darsteller
- Escort Service, Girlfriend Experience, Sugar Baby, Gigolo
- Surrogatpartnerschaft (Sexualbegleitung)
- Straßenprostitution
- Indoor-Prostitution (Sexarbeit in einem Bordell, einer Bar oder einem Casino)
- Arbeit als Domina (weiblich) oder Sado/Dominus (männlich)

## Rechtliche Lage

### Deutschland
Die Prostitution in Deutschland gilt seit Einführung des Prostitutionsgesetzes im Jahre 2002 nicht mehr als sittenwidrig. Seit 2000 gilt auch kommerzieller Telefonsex als Gewerbebetrieb.
Der Unternehmerverband Erotik Gewerbe Deutschland vertritt die Interessen der Unternehmer. Darüber hinaus vertritt der Bundesverband Sexuelle Dienstleistungen sowohl die Interessen von Sexarbeitenden als auch von Bordellbetreibern, während der Berufsverband erotische und sexuelle Dienstleistungen ausschließlich aktive und ehemalige Sexarbeitende als Mitglieder zulässt und repräsentiert. Die genaue Anzahl der in Deutschland tätigen Menschen in der Sexarbeit ist schwer zu ermitteln. Laut dem Statistischen Bundesamt waren Ende 2023 offiziell 30.600 Personen registriert. Die tatsächliche Zahl dürfte jedoch deutlich höher sein. Experten schätzen die Dunkelziffer auf 60.000 bis 250.000 Personen. Eine Berechnung des Erotikportals Erobella ergab, dass im Jahr 2024 etwa 91.700 Menschen in der Sexarbeit aktiv sind.

### Schweiz
Die Schweizer Erziehungswissenschaftlerin Eva Büschi beklagt, die juristische Definition von Prostitution in der Schweiz präzisiere nicht ausreichend, dass es dabei um eine Erwerbsarbeit gehe.
In der Schweiz hat der Begriff Eingang in die Legislative gefunden, wenn seitens der Politik gefordert wird, dass Sexarbeit legal, unter guten Rahmenbedingungen für alle Beteiligten ausgeübt werden und Ausbeutungssituationen weitestmöglich verhindert werden sollen. Bei der Verwendung des Begriffes Sexarbeit statt Prostitution wird auf die Argumentation von Büschi Bezug genommen. Insbesondere soll die Einklagbarkeit von Forderungen aus sexueller Arbeit besser geregelt werden, die bei einer Auffassung der Vereinbarungen als „sittenwidrig“ nicht eindeutig genug geregelt sei. Juristische Definitionen von „Prostitution“ beinhalten auch das „gelegentliche Anbieten“ sexueller Dienstleistungen, was auch als nicht gewerbsmäßige Ausübung gewertet werden kann und dadurch Ansprüche auf Entgelt relativiert.

### Belgien
2022 wurde in Belgien Sexarbeit entkriminalisiert. Seit 1. Dezember 2024 gilt das weltweit erste Gesetz, das Sexarbeiterinnen umfangreiche Arbeitsrechte gewährt.

### Vereinigte Staaten
Mit Ausnahme von einigen Regionen im Bundesstaat Nevada ist Prostitution in den Vereinigten Staaten nach wie vor zwar illegal, wird aber teilweise geduldet. 2012 hat Norma Jean Almodovar, ehemalige Mitarbeiterin des Los Angeles Police Department, die sich mittlerweile als Autorin und Aktivistin im Bereich der Sexarbeit engagiert, die ISWFACE, International Sex Worker Foundation for Art, Culture and Education, gegründet.

## Feministische Perspektiven
Sexarbeit wird in verschiedenen feministischen Strömungen sehr kontrovers diskutiert und unterschiedlich bewertet. Grundsätzlich lassen sich zwei konträre Positionen voneinander abgrenzen.
Auf der einen Seite gibt es feministische Strömungen, die Sexarbeit grundsätzlich als Ausdruck von patriarchaler Unterdrückung und Ausbeutung betrachten. Diese Perspektive argumentiert, dass die Mehrheit der Sexarbeitenden aufgrund von Armut, sozialer Ungleichheit und anderen prekären Umständen zur Sexarbeit gezwungen wird. Feministische Strömungen, die diese Ansicht vertreten, befürworten oft eine abolitionistische Herangehensweise und sprechen sich für die Kriminalisierung von Sexarbeit aus. In diesem Fall wird nicht zwischen freiwilliger Sexarbeit und erzwungenen sexuellen Dienstleistungen unterschieden. Stattdessen werden beide als ausbeuterisch und objektifizierend dargestellt. Zudem wird hier die Selbstbezeichnung „Sexarbeit“ abgelehnt und stattdessen der negativ konnotierte Begriff „Prostitution“ verwendet.
Diese Sichtweise auf Sexarbeit wird von der Gegenseite auch als SWERF (Sex Work Exclusionary Radical Feminism) bezeichnet und als eine Form von exkludierendem Radikalfeminismus, der Sexarbeitende aus feministischen Bestrebungen ausschließt, betrachtet. Vor allem Feministinnen der sogenannten „zweiten Welle“, wie z. B. auch Alice Schwarzer vertreten diese Position.
Diese generalisierende Darstellung von Sexarbeitenden als ausgebeutete Opfer wird von anderen feministische Strömungen stark kritisiert.
In Abgrenzung zu dieser Darstellung wird Sexarbeit von der Gegenseite als eine Form von Arbeit definiert, bei der die Sexarbeitenden die Kontrolle über ihren eigenen Körper und ihre sexuelle Autonomie haben.
Diese Perspektive betont die Notwendigkeit, Sexarbeit zu entkriminalisieren und die Rechte von Sexarbeitenden zu schützen, da, nach dieser Argumentation, die Kriminalisierung von Sexarbeit zu einer erhöhten Stigmatisierung, Gewalt und Ausbeutung von Sexarbeitenden führt, anstatt sie zu verringern.
Außerdem setzten sich die Vertreter dieser Perspektive für die Anerkennung der Arbeit von Sexarbeitenden ein und sprechen ihnen die Fähigkeit zum selbstbestimmten Umgang mit ihrem Körper zu. Es wird zudem gefordert, dass sich Arbeitsbedingungen, rechtliche Lage, Sicherheit und Gesundheit der in der Sexarbeit tätigen Menschen verbessern. Eine der feministischen Strömungen, die diese Position vertritt, ist der Sex-positive Feminismus. Dieser erkennt an, dass nicht nur cis-Frauen Sexarbeit ausüben und nicht nur cis-Männer Sexarbeit in Anspruch nehmen, sondern z. B. auch cis-Männer und queere Menschen sexuelle Dienstleistungen anbieten und Menschen aller Geschlechter für Sexarbeit bezahlen.
Insgesamt sind sich feministische Strömungen sehr uneinig, wie mit Sexarbeit umgegangen werden sollte. Deshalb wird dieses Thema konstant weiter ausgehandelt und diskutiert.

## Wissenschaftliche Diskussion
Der Begriff der Sexarbeit ist auch in der sozialwissenschaftlichen Forschung spätestens seit den 2000er Jahren ein gängiger Begriff.
Spätestens seit den 2010er Jahren existieren mehrere Forschungsnetzwerke zum Thema Sexarbeit bzw. Prostitution. In Deutschland wurde 2015 das Netzwerk Kritische Sexarbeitforschung gegründet, das seitdem jährlich Workshops für interessierte Wissenschaftler organisierte. Inzwischen ist aus diesem die Gesellschaft für Sexarbeits- und Prostitutionsforschung (GFSP) entstanden. In England bringt das an der York University angesiedelte Sex Work Research Hub Forschende zum Thema zusammen. Eine Sammlung von Forschungsartikeln aus Fachzeitschriften wird auf Sex Work Research geboten.